# Sjevernoomotski jezici
Sjevernoomotski jezici, sjeverni ogranak omotskih jezika, afrazijska porodica raširenih na području Etiopije. Sastoji se od tri uže skupine:
a. Dizoid jezici (3): dizi, nayi, sheko.
b. Gonga-Gimojan (17):
b1. Gimojan (13):
a. Janjero (1) Etiopija: yemsa.
b. Ometo-Gimira (12):
b1. Chara (1) Etiopija: chara.
b2. Gimira jezici (1) Etiopija: bench.
b3. Ometo (10): basketo, dorze jezik, gamo-gofa-dawro, kachama-ganjule, koorete, male, melo, oyda, wolaytta, zayse-zergulla.
b2. Gonga (4): 
a. centralni (1): anfillo.
b. sjeverni (1):  boro.
c. južni (2): kafa, shekkacho.
c. Mao (4): 
c1. istočni (1): bambassi.
c2. zapadni (3): ganza, hozo, seze.

## Vanjske poveznice
- Ethnologue (14th)
- Ethnologue (15th)